# The Elvis Medley (álbum)
"The Elvis Medley" es un álbum compilado de grandes éxitos de Elvis Presley de 1982 que incluyen el tema remix editado por David Briggs The Elvis Medley que le dio nombre al álbum y que aparece como el primer tema en el mismo. El remix fue editado a su vez el mismo año en formato sencillo. 
El álbum fue editado por BMG/RCA en México además de los Estados Unidos originalmente en formato de disco de vinilo y posteriormente en CD. 

## Remixado
La tarea de remix para RCA la llevó a cabo el productor David Briggs en su propia casa en Nashville, Tennessee, donde contó con la participación del ingeniero de sonido Gene Eichelberger y el aporte adicional de un grupo de músicos que grabaron sus inetrumentos por encima de las pistas originales entre los que se hallaba el mismo Briggs tocando el teclado. 

### Músicos
- Reggie Young - guitarra
- Dennis Linde - guitarra
- Larrie Londin - batería
- Bob Ray - bajo
- David Briggs - teclado
- Mary Holladay - coros

## Contenido
- 1 - "The Elvis Medley" – 3:54

"Jailhouse Rock" (Jerry Leiber, Mike Stoller)
"(Let Me Be Your) Teddy Bear" (Bernie Lowe, Kal Mann)
"Hound Dog" (Jerry Leiber, Mike Stoller)
"Don't Be Cruel (to a Heart That's True)" (Elvis Presley, Otis Blackwell)
"Burning Love" (Dennis Linde)
"Suspicious Minds" (Mark James)
- 2 - Jailhouse Rock
- 3 - Let me be Your Teddy Bear
- 4 - Hound Dog
- 5 - Don't Be Cruel
- 6 - Burning Love
- 7 - Suspicious Minds
- 8 - Always on my Mind
- 9 - Heartbreak Hotel
- 10 - Hard Headed Woman

## Portada
Al igual que sucedió con el sencillo The Elvis Medley, el álbum tuvo un diseño de portada similar al del álbum de estudio de 1976 From Elvis Presley Boulevard, Memphis, Tennessee que mostraba a Elvis ataviado con el atuendo popularmente conocido como  "Jumpsuit Indian Feather"  haciendo juego junto al cinturón decorado con una incrustación de metal con la forma de la cabeza de un jefe aborigen denominado "Chief Belt"  aunque la portada de The Elvis Medley incluía además fotografías de distintos momentos de la carrera artística de Elvis, como una imagen de la película de 1957 Loving you, una del especial de televisión de la NBC de 1968 y dos imágenes del recital Aloha from Hawaii entre otras escenas.